# イギリス委任統治領メソポタミア

イギリス委任統治領メソポタミア
British Mandate of Mesopotamia（英語）
الانتداب البريطاني على العراق（アラビア語）

国歌: السلام الملكي（アラビア語）
Peace to the King
 
イギリス委任統治領メソポタミアの位置

イギリス委任統治領メソポタミア（イギリスいにんとうちりょうメソポタミア、英語: British Mandate of Mesopotamia、アラビア語: الانتداب البريطاني على العراق）は、イギリスの委任統治領である。現在のイラク地域にあった。

## 歴史
第一次世界大戦後、1920年8月10日にセーブル条約を締結。8月23日にオスマン帝国だった現在のイラク地域はイギリスの委任統治下に入った。ハーシム家のファイサル1世を国王にしてイラク王国が建国された。このとき、クウェートは切り離された。
この決定にはクルド人の民族自決は考慮されずクルディスタン地域に国境が引かれたために、中東地域における重大な少数民族問題であるクルド紛争を引き起こすことになる、1919年、1922年11月から1924年7月にかけてクルド人のシェイク、マフムード・バルザニイによるマフムード・バルザニイの乱が起こりクルディスタン王国（1922年 - 1924年）が一時的に樹立される。さらにアフメド・バルザニイによるアフメド・バルザニイの乱（1931年 - 1932年）が起きた。
1932年にイラク王国はイギリスの保護領(委任統治領)ではなくなり、主権国家として独立した。
メソポタミアは、「川のあいだの地方」（メソ＝間、ポタモス＝川）を意味し、地域名としてはティグリス川・ユーフラテス川の流域全体を言う。歴史上は、一般にイラクの首都バグダードよりも北部をアッシリア、南部をバビロニアに分ける。バビロニアはさらに北をアッカド、南をシュメールに分ける。特に南部（ティグリス・ユーフラテス両河の下流）は肥沃な三日月地帯の一部となっている洪積平野が広がり、メソポタミア文明が形成された。
　７世紀のイスラーム勢力の勃興以来は、バグダードがアッバース朝の都として建設されてからイスラーム文化の中心となって繁栄したが、１３世紀にはモンゴルの侵入を受けるなど多くの苦難もあった。長くオスマン帝国の支配を受けた後、近代ではアラブ系住民の独立運動が起きるが、シリア方面からはフランス、インド・イラン方面からはイギリスが進出し、第一次世界大戦から第二次世界大戦後まで委任統治領として分割支配された。現在は大部分がイラク共和国に含まれるが、イラン・イラク戦争、湾岸戦争、イラク戦争など続く戦争によってメソポタミア文明の貴重な遺跡が失われる危機に瀕している。